# Lányom, lányom, gyöngyvirágom
A Lányom, lányom, gyöngyvirágom kezdetű legényválogató dalt Bartók Béla gyűjtötte Bereg vármegyében. A dal szövegét eredetileg Erdélyi János írta.
Feldolgozás:
| Szerző            | Mire               | Mű                   | Előadás |
| ----------------- | ------------------ | -------------------- | ------- |
| Vásárhelyi Zoltán | két egynemű szólam | Erdő-mező, 22. kotta |         |
| Weiner Leó        | zongora            | Magyar népi muzsika  | [ 1 ]   |

## Kotta és dallam
| Lányom, lányom, gyöngyvirágom, kerti virágszálam! Elmennél-e a takácshoz, az eszemadtához? Jaj, anyám, a takács, olyan, mint a záptojás, nem megyek én ahhoz! | Lányom, lányom, gyöngyvirágom, kerti virágszálam! Elmennél-e a Jánoshoz, az eszemadtához? Jaj, anyám, a János, valamennyi mind álmos, nem megyek én ahhoz! |
| Lányom, lányom, gyöngyvirágom, kerti virágszálam! Elmennél-e a diákhoz, az eszemadtához? Jaj, anyám, a diák, olyan, mint a gyöngyvirág, elmegyek én ahhoz!    | |

Eszemadta: drága teremtés.